# Plebejus coridonopsis
Plebejus coridonopsis är en fjärilsart som beskrevs av Félix Dujardin 1968. Plebejus coridonopsis ingår i släktet Plebejus och familjen juvelvingar. Inga underarter finns listade i Catalogue of Life.